# Téni-Peulh
Ne doit pas être confondu avec Téni.
Téni-Peulh est une commune située dans le département de Doumbala de la province de Kossi au Burkina Faso.